# Touria Ikbal
Pour les articles homonymes, voir Touria.
Touria Ikbal est une poétesse, traductrice et spécialiste du soufisme marocaine. Elle est née et habite à Marrakech.  

## Biographie
Touria Ikbal est licenciée en sciences économiques de la faculté de droit de Marrakech et de la faculté des sciences de l’éducation de Rabat. Elle est également titulaire du diplôme des études supérieures en sciences économiques  de la faculté des sciences juridiques, économiques et sociales de Marrakech.  
Professeur dans l'enseignement secondaire jusqu'en 2004, elle se consacre pleinement à l'écriture et à la recherche depuis.  
Ikbal a été invitée à divers événements internationaux pour parler de soufisme et de poésie, notamment à Bahreïn , en France, en Belgique, au Portugal et en Roumanie . 
En 2004, elle publie son premier recueil de poème intitulé « Propos précoces ». S'ensuivirent  « L'épître du désir» en 2005 et « Fulgurations» en 2007. 
Touria Ikbal a participé en 2009 à la Poetic Social Mission, un rassemblement de célébrités internationales organisé par le directeur du Cirque du Soleil Guy Laliberté visant à promouvoir l'importance de la lutte contre le réchauffement climatique. 
Entre 2011 et 2016, elle a été parlementaire au sein de la chambre des représentants. Depuis 2015, elle est présidente de la commission culturelle du conseil régional de Marrakech Safi. 
En 2018, elle est présidente d'honneur de la 9ème édition du Festival des poésies et des poésies chantées d'Agadir 
Touria Ikbal a occupé le poste de présidente de l'Association culturelle de Marrakech et vice-présidente au sein de l'association Al Munia de Marrakech pour la sauvegarde et la revivification du patrimoine du Maroc. 